# Cuatresia exiguiflora
Cuatresia exiguiflora är en potatisväxtart som först beskrevs av D'arcy, och fick sitt nu gällande namn av A.T. Hunziker. Cuatresia exiguiflora ingår i släktet Cuatresia, och familjen potatisväxter. Inga underarter finns listade i Catalogue of Life.